# Francesca Devetag
Francesca Devetag (ur. 13 listopada 1986 w Gorycji) – włoska siatkarka, grająca na pozycji środkowej. Od sezonu 2014/2015 występuje w drużynie Saugella Team Monza.   

## Sukcesy klubowe
Puchar Challenge:
- 2019